# Șarja de la Prunaru (1916)
Șarja de la Prunaru a fost o acțiune militară de nivel tactic, desfășurată pe Frontul Român, în timpul campaniei din anul 1916 a participării României la Primul Război Mondial. Ea s-a desfășurat în perioada 15/28 noiembrie 1916 și a avut ca rezultat victoria forțelor Puterilor Centrale, în ea fiind angajate forțe române din Regimentul 2 Roșiori și forțe ale Puterilor Centrale din Divizia 217 Infanterie germană. A făcut parte din acțiunile militare care au avut loc în operația de pe Argeș și Neajlov.:p. 485

## Contextul operativ strategic

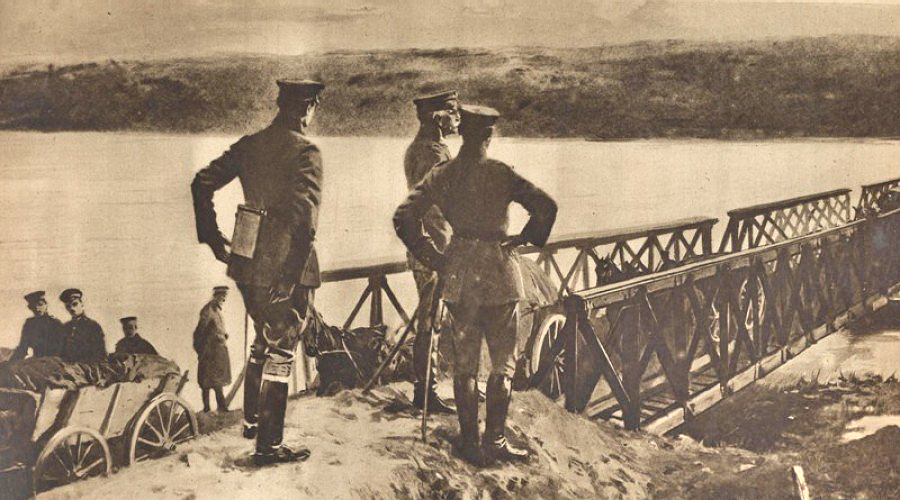
Generalul Mackensen privind trupele care trec Dunărea

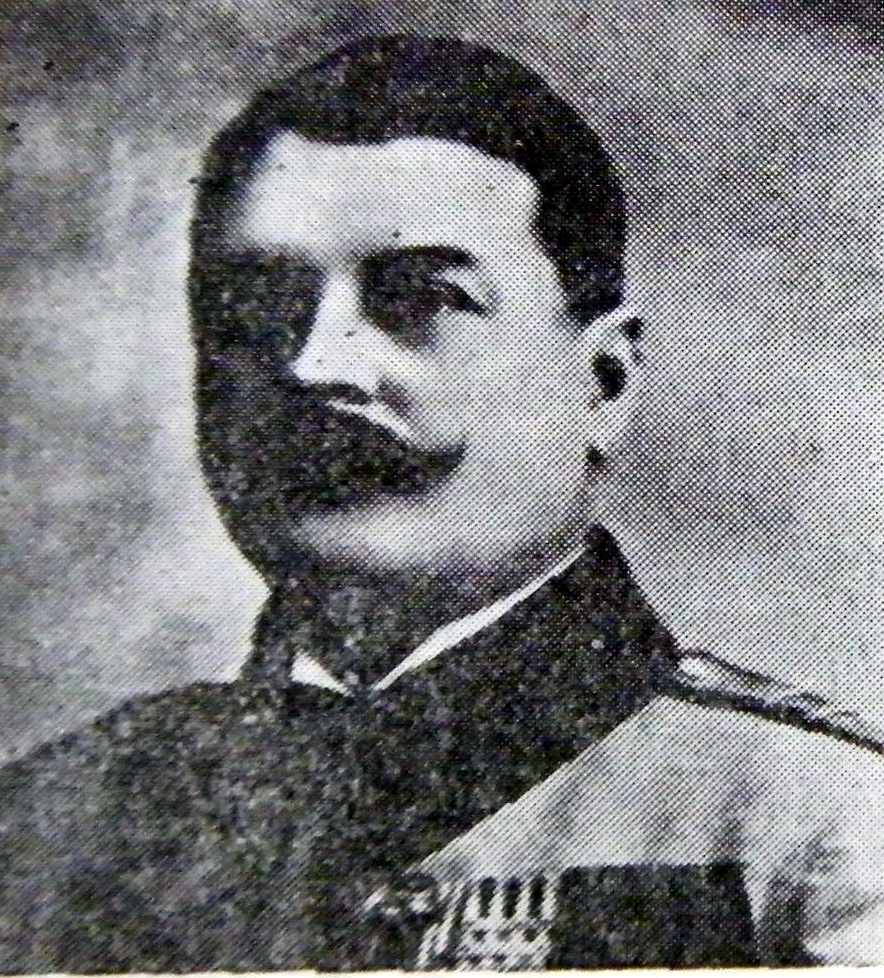
Generalul Referendaru, comandantul Diviziei 18 Infanterie

În ziua de 11/24 noiembrie 1916, forțele Puterilor Centrale grupate în Grupul Kosch, aflate în subordinea Comandamentului General 52 Rezervă german comandat de generalul Robert Kosch au început să treacă Dunărea pe podul de vase instalat în sectorul Sviștov-Zimnicea. Până în dimineața zilei de 12/25 noiembrie trecuse pe malul românesc infanteria Diviziei 217 Infanterie germană și Diviziei 1 Infanterie bulgară, precum și Divizia Combinată de Cavalerie germano-bulgară. Artileria acestor divizii precum și celelalte unități au trecut în cursul zilei de 12/25 noiembrie.:p. 220
Trecerea Dunării de către Grupul Kosch întorcea apărarea trupelor române pe linia Oltului iar înaintarea sa spre Pitești sau București, amenința spatele Armatei 2 române aflată pe frontul din Carpații Meridionali. Pentru a preveni acest lucru și a asigura timpul necesar retragerii pe un nou aliniament a acestei armate, Marele Cartier General român decide retragerea forțelor Armatei 1 și Grupului Apărării Dunării spre est, în vederea concentrării lor și opririi înaintării forțelor centrale, cel mai departe pe aliniamentul râului Neajlov.:p. 223
Forțele române care apărau zona erau reprezentate de „Detașamentul Zimnicea”, alcătuit din Brigada 43 Infanterie întărită cu Regimentul 26 Artilerie, din cadrul Diviziei 18 Infanterie, comandată de generalul Alexandru Referendaru. Brigada 43 Infanterie avea un număr de patru batalioane de infanterie: Batalionul IV/Regimentul 4 Infanterie - format din rezerviști și trei batalioane de miliții alcătuite din resturi ale Regimentelor 82 și E Infanterie. Regimentul 26 Artilerie avea nouă baterii, înzestrate cu tunuri vechi cu tragere lentă, de calibrul 87 mm.:p. 196:p. 155
În zilele de 13/26 și 14/27 noiembrie, forțele principale ale Grupului Kosch (Divizia 217 Infanterie germană, Divizia 26 Infanterie turcă și Divizia Combinată de Cavalerie germano-bulgară) au înaintat pe direcția generală Zimnicea-Drăgănești-Vlașca-București, în timp ce gruparea secundară (Divizia 1 Infanterie bulgară și Divizia 12 Infanterie bulgară) a înaintat pe direcția Zimnicea-Giurgiu, pe care l-au ocupat în seara aceleiași zile. Pe direcția principală atacul a fost oprit de către forțele Diviziei 18 infanterie pe aliniamentul format de valea râului Teleorman.:p. 486
La 14/27 noiembrie Regimentul 2 Roșiori este atașat Diviziei 18 Infanterie, cantonând în noaptea de 14/27-15/28 noiembrie la Drăgănești-Vlașca.:p. 452 În această zi, Divizia 217 Infanterie germană și-a continuat marșul în direcția generală Toporu-Ciolanu, la sud de șoseaua Alexandria-București. Un batalion din Regimentul 9 Infanterie Rezervă este trimis să atace forțele române aparținând Diviziei 18 Infanterie, de la Drăgănești-Vlașca, în scopul de a le fixa, În același timp, un alt batalion din același regiment aflat în avangarda diviziei ocupă satul Prunaru, interceptând șoseaua Alexandria-București și tăind comunicațiile trupelor române. Realizând pericolul, generalul Referendaru ordonă un atac în timpul nopții, reușindu-se ocuparea satului.:p. 228:p. 486:p. 486

## Planurile de luptă
Cu scopul de a întoarce apărarea diviziei, un batalion de vânători -sub comanda căpitanului Engels- din Regimentul (2)9 (locotenent-colonel Anschauer) din avangarda Diviziei 217 germane (general von Galwitz) a ocupat în după-amiaza zilei de 27 noiembrie satul Prunaru.
Pentru a evita încercuirea și asigurarea retragerii forțelor spre o nouă poziție, generalul Alexandru Referendaru (comandantul Diviziei 18 Infanterie) a hotărât atacarea inamicului în zona Drăgănești-Vlașca cu Brigada 43 mixtă și Regimentul 2 Roșiori. 

## Comandanți

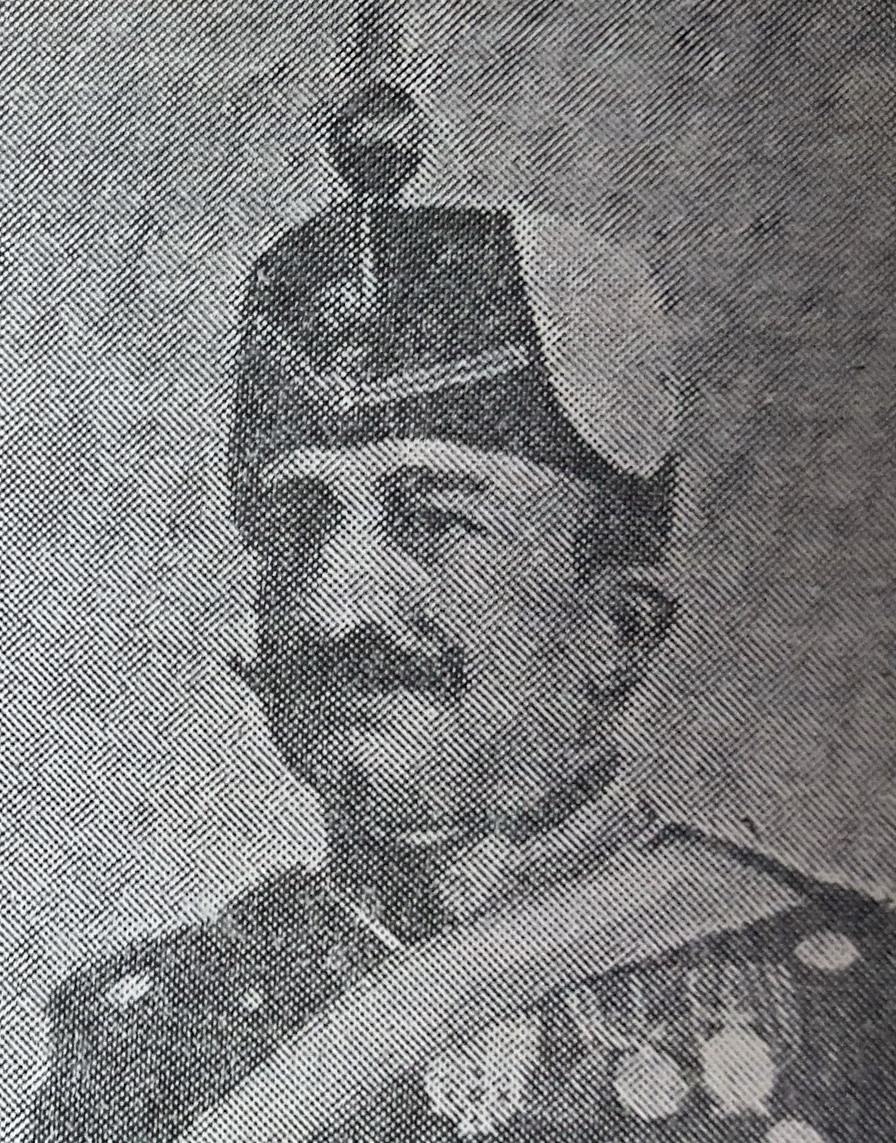
Colonelul Gheorghe Naumescu

### Comandanți români
- Colonel Gheorghe Naumescu

### Comandanți ai Puterilor Centrale
- General Kurt von Gallwitz

## Desfășurarea acțiunilor militare

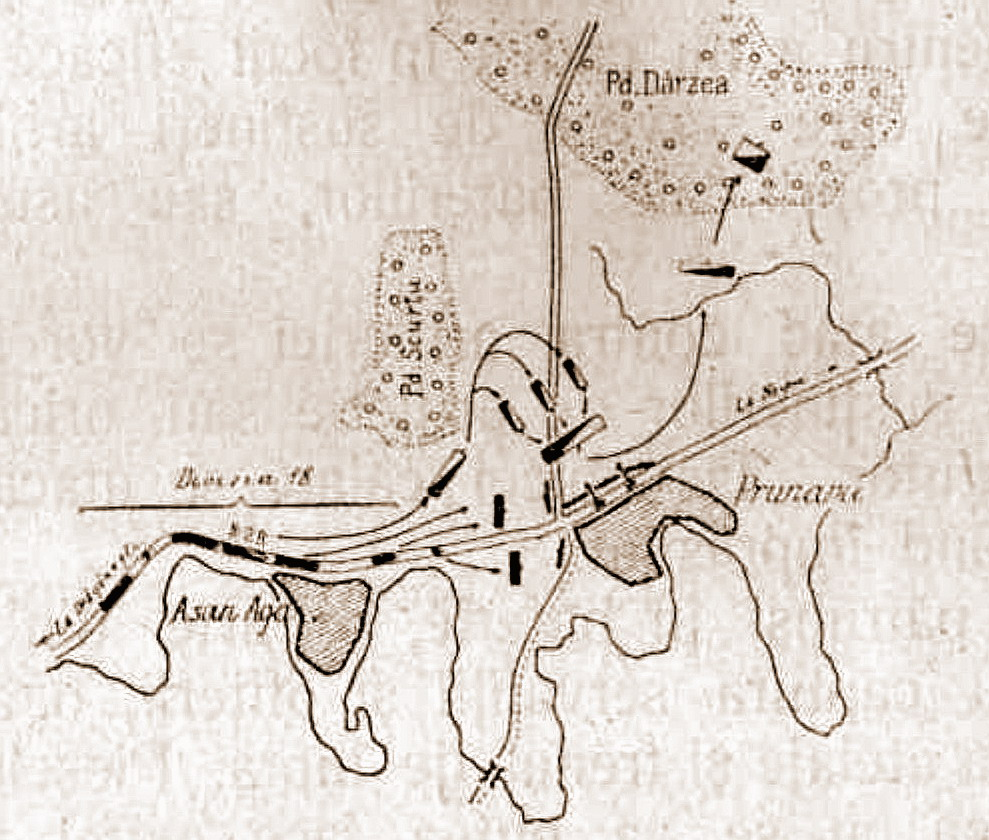
Desfășurarea acțiunilor militare

În dimineața zilei de 15/28 noiembrie s-au dat lupte deosebit de crâncene la marginea satului Prunaru de către avangarda Brigăzii 43 mixte și forțele de ocupație. Profitând de lăsarea ceții inamicul a inițiat o manevră de învăluire a Brigăzii 43 cu unități situate în afara satului. În acest moment, generalul Referendaru a cerut Regimentului 2 Roșiori să intre în luptă. Astfel a luat naștere celebra șarjă de la Prunaru. Descrierea făcută de Constantin Kirițescu în cartea sa „Istoria războiului pentru întregirea României 1916-1919", vol. I, este emoționantă: 
„De după garduri, din mărăcinișuri, de pe ferestrele caselor și podurilor, dușmanul, ascuns cu zeci de mitraliere, aruncă o grindină de gloanțe asupra falnicului regiment. Cai și călăreți cad grămadă unii peste alții. Regimentul e distrus. Două sute de oameni rămân pe câmpul de luptă, formând, împreună cu cadavrele cailor, mormane de carne sângerândă. Printre ei, toți ofițerii regimentului în cap cu bravul lor comandant.”

## Rezultate și urmări
Deși Regimentul 2 Roșiori a pierit aproape în totalitate -lăsând pe câmpul de luptă 216 camarazi căzuți, morți sau răniți, grație eroicei șarje de la Prunaru, Divizia 18 Infanterie s-a putut regrupa pe aliniamentul Letca Veche - Jilava contribuind din plin la operațiunile de apărare a Bucureștiului iar comandantul acesteia, generalul Referendaru Ion a avut mai târziu, în perioada de refacere a armatei române un rol pozitiv.  
Paradoxal, colonelul Naumescu Gheorghe, comandantul regimentului, care a condus în fruntea trupei sale atacul deși era bolnav (pneumonie și o rană de operație ce nu se închidea de câtăva vreme), nu a murit în timpul atacului, ci a fost luat prizonier și internat în Bulgaria, unde a murit în luna iulie 1917, răpus de mizeria binecunoscută a lagărelor bulgărești de atunci.
Locotenent-colonelul Pop Emanuil (ajutorul comandantului) a preluat comanda regimentului pe care l-a condus cu destoinicie până în 1919 (participând la bătălia de la Mărășești și campaniile pentru apărarea unirii din Basarabia și Ungaria).
Corpul neînsuflețit al generalului (fusese avansat...) Naumescu Gheorghe a fost adus din Bulgaria, cu onorurile de rigoare în anul 1927. Deși foștii inamici, bulgarii, atașaseră vagonul mortuar la un tren expres, autoritățile românești ce trebuiau să se ocupe de aspect, au trimis de la București vagonul atașat la un tren de marfă care a ajuns la Bârlad la 1 iulie 1927.
Unii din eroii de la Prunaru au scăpat cu zile, devenind legende vii (sublocotenentul Ioan Hristea, viitor comandant al Regimentului 2 călărași-cercetare în campania din 1942, cu fapte deosebite și atunci, sergentul Alexandru Chițan, salvat miraculos și ajuns și mai miraculos la regiment înainte de bătălia de la Mărășești, locotenentul Constantin Postelnicescu și mulți alții), ceilalți intrând în nemurire.

## Recunoașteri

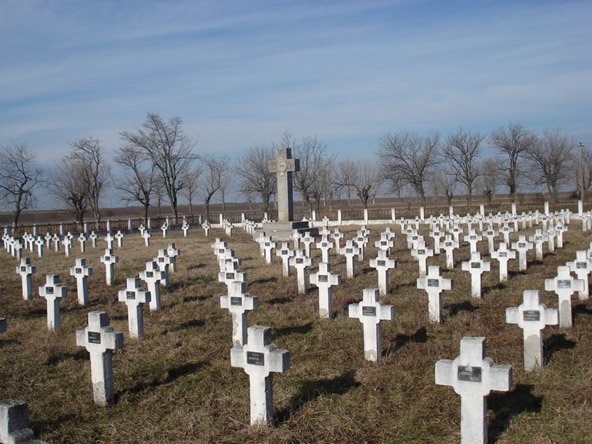
Memorialul eroilor

Un cimitir militar a fost înființat pe locul unde s-au desfășurat luptele și unde au căzut la datorie peste 300 de soldați din Regimentul 2 Roșiori. În 1933 a fost ridicat în incinta cimitirului militar un monument comemorativ constituit dintr-o stelă de piatră cioplită în vârful căreia se află o statuie de bronz înfățișând un vultur cu aripile întinse gata să-și ia zborul. În luna martie 2013 monumentul (pe care sătenii îl îngrijeau cu sfințenie) a fost jefuit de frumoasa placă de bronz care purta dedicația Regelui Ferdinand. Astăzi monumentul este refăcut, asemenea și cimitirul de onoare este bine îngrijit. Un număr de 216 stejari au fost plantați, prin efortul autorităților locale, parohiei, sătenilor și militarilor din Batalionul 1 Caracal (care continuă fără întrerupere tradiția Regimentului 2 Roșiori) în jurul cimitirului de onoare.  
Nu numai roșiorii Regimentului 2 au căzut în bătălia respectivă, ci și infanteriști din batalionul comandat de maiorul Stoicescu Dumitru (căzut și el...), încleștarea, chiar de scurtă durată, a fost de mare angajament. 
În amintirea celor căzuți în timpul luptelor de la Prunaru a fost ridicată, în Iași, Statuia Cavaleristului în atac, monument realizat de sculptorul Ion C. Dimitriu-Bârlad, dezvelit la 29 mai 1927.